# Fleur d'amour
Pour plus de détails, voir Fiche technique et Distribution.
Fleur d'amour ou Fleurette est un film muet français réalisé par Marcel Vandal, sorti en 1927.

## Synopsis
Colombe Maurin, aimable bergère provençale, et Philippe de Sourgueil, fils de bonne famille, s'éprennent l'un de l'autre et désirent ardemment se marier. Ce n'est pas du goût de Maître de Sourgueil, le père avocat de Philippe, notable hautain : il ne veut pas d'une pauvresse pour bru. La jeune fille éperdue trouve alors refuge dans un bouge toulonnais. Elle y sera une "fleur d'amour". Quant à Philippe, on croit à sa mort quelque part sous les tropiques. Son père, ébranlé, se remet alors en question.

## Fiche technique
- Titre : Fleur d'amour ou Fleurette
- Réalisation : Marcel Vandal, assisté de René Lefèvre
- Scénario : Jacques de Féraudy d'après le roman homonyme de Marcelle Vioux paru à Paris début 1927 chez Fasquelle (224 pages)
- Photographie : Armand Thirard
- Décors : Fernand Delattre
- Producteurs : Marcel Vandal, Charles Delac
- Société de production : Le Film d'Art
- Société de distribution : Établissements Louis Aubert
- Pays de production :  France
- Langue : film muet avec les intertitres  en français
- Format : Noir et blanc — 35 mm — 1,33:1 — Muet
- Genre :
- Dates de sortie :
  - France : 9 décembre 1927

## Distribution
- Rose-Mai : Colombe Maurin
- Edmond van Daële : Philippe de Sourgueil
- Maurice de Féraudy : Maître de Sourgueil
- Paul Amiot : L'officier
- Thérèse Kolb : La servante
- Léon Arvel
- Louis Cari
- Léo Courtois
- Guy Favières
- René Lefèvre
- Paul Marthès
- Eugène Stuber